# آلبرتو خینز لوپز
آلبرتو خینز لوپز (اسپانیایی: Alberto Ginés López‎؛ زاده ۲۳ اکتبر ۲۰۰۲) سنگ‌نورد اهل اسپانیا است.